# 殺殺人、跳跳舞
《殺殺人、跳跳舞》 ，是1998年香港電影作品，由甄子丹導演，監製，動作導演兼領銜主演，吳辰君及黃家諾領銜主演，並由于榮光特別演出，雷宇揚，谷德昭，湯寶如，駱應鈞及陳子聰主演。

## 劇情簡介
本片為甄子丹第二次導演，監製，動作導演兼領銜主演的電影，唯票房還是失利，本片是由因觀看了戰狼傳說而自願替本片配樂的西村由紀江配樂的。Cat是個沒有明天的殺手，他無論晴天雨天都帶著墨鏡，他每天也打去電台傾訴，並和電台節目主持人Simon傾訴，Cat每到夜晚也會跳舞，不久，他認識了女子Carrie，卻沒想到她是一直追緝自己的女警…

## 演員
| 演员               | 角色                       |
| 甄子丹             | Cat                        |
| 吳辰君             | Carrie（粵語配音：鄭麗麗） |
| 黃家諾             | Wesley                     |
| 于榮光（特別演出） | 殺手                       |
| 雷宇揚             | Simon                      |
| 谷德昭             |                            |
| 湯寶如             |                            |
| 駱應鈞             | 蔡老板                     |
| 陳子聰             |                            |
| 周蕾               | Lily（粵語配音：陸惠玲）   |
| 侯永財             |                            |
| 米高活斯           |                            |
| 顏智霖             |                            |
| 陳志豪             |                            |
| 麥偉章             |                            |

## 外部連結
- 開眼電影網上《殺殺人、跳跳舞》的資料（繁體中文）
- 豆瓣电影上《殺殺人、跳跳舞》的資料 （简体中文）
- AllMovie上《殺殺人、跳跳舞》的资料（英文）
- 爛番茄上《殺殺人、跳跳舞》的資料（英文）
- 香港影庫上《殺殺人、跳跳舞》的資料（繁體中文）
- 互联网电影数据库（IMDb）上《殺殺人、跳跳舞》的资料（英文）